# Марчелли, Нино (футболист)
Ни́но Марче́лли (словац. Nino Marcelli; родился 29 мая 2005) — словацкий футболист, вингер клуба «Слован».

## Клубная карьера
С девятилетнего возраста выступал за футбольную академию братиславского клуба «Слован». 29 июля 2023 года дебютировал в основном составе «Слована» в матче словацкой Первой футбольной лиги против «Кошице». 12 августа 2023 года забил свой первый гол за «Слован» в матче против «Скалицы».

## Карьера в сборной
Выступал за сборные Словакии до 19, до 20 и до 21 года.
В мае 2023 года принял участие в молодёжном чемпионате мира в Аргентине, сыграв два матча на групповом этапе и один матч 1/8 финала.

## Личная жизнь
Родился в Братиславе. Его предки по отцу были родом из Италии, отсюда итальянская фамилия «Марчелли».